# Marzena Toumi
Marzena Małgorzata Toumi z domu Lipska (ur. 31 stycznia 1969 w Gdańsku) – polska prawnik, doktor habilitowany nauk prawnych, profesor Akademii Sztuki Wojennej, dziekan Wydziału Prawa i Administracji i kierownik Katedry Teorii i Filozofii Prawa Akademii Sztuki Wojennej oraz członek Stowarzyszenia Kanonistów Polskich. 

## Życiorys
Jest absolwentką prawa i prawa kanonicznego Katolickiego Uniwersytetu Lubelskiego Jana Pawła II, jak również absolwentką IV edycji Rocznego Programu Dyplomatycznego Akademii Spraw Zagranicznych – House of Diplomacy.
17 lutego 2003 roku otrzymała stopień doktora  w obszarze nauk społecznych, dziedzinie nauk prawnych, dyscyplinie naukowej – nauki o administracji – na podstawie pracy Urząd Ministra Spraw Wewnętrznych w strukturze konstytucyjnych organów państwa (1918-1939).
24 lutego 2015 roku otrzymała stopień doktora habilitowanego w obszarze nauk społecznych, dziedzinie nauk prawnych, dyscyplinie naukowej – prawo – na podstawie pracy Prawo polskie wobec zjawiska prostytucji w latach 1918-1939.
Jest dyrektorem Instytutu Prawa Akademii Sztuki Wojennej.

## Wybrane publikacje[5]
- Zmiany w strukturze centralnej administracji publicznej w świetle ustawy o krajowym systemie cyberbezpieczeństwa z 2018 r., Przegląd Prawa Konstytucyjnego, 2021.
- Prawo, Prywatyzacja i Bezpieczeństwo – Szczególne wyzwania nowej ery kosmicznej (NEWSPACE) (wspólnie z Małgorzatą Polkowską), Teka Komisji Prawniczej / Polska Akademia Nauk. Oddział w Lublinie, 2020.
- Nowe obowiązki administratorów danych osobowych, Teka Komisji Prawniczej / Polska Akademia Nauk. Oddział w Lublinie, 2019.
- Bliski wschód - tożsamość i polityka (wspólnie z Joanną Marszałek-Kawą), Wydawnictwo Adam Marszałek, 2021.
- Ustawa o świadku koronnym: komentarz (wspólnie z Filipem Radoniewiczem), Wydawnictwo C.H. Beck, 2020.
- Zderzenie cywilizacji w Europie (wspólnie ze Zdzisławem Brodeckim), Instytut Wydawniczy EuroPrawo, 2018.